# 苏童
苏童（1963年1月23日—），原名童忠贵，江苏苏州人，原籍江苏镇江，中国当代作家。毕业于北京师范大学中文系，现居南京市。主要作品有《妻妾成群》、《飞越我的枫杨树故乡》、《罂粟之家》、《米》、《九三四年的逃亡》、《我的帝王生涯》等。苏童是中国当代先锋派新写实主义代表人物之一。

## 生平
1980年，苏童考入北京师范大学中文系，1984年到南京市工作，一度担任《钟山》编辑，后为中国作家协会江苏省分会驻会专业作家。 
1983年，苏童开始发表小说。 
苏童的成名作当推1987年发表的《一九三四年的逃亡》，从那时起，苏童被批评界看成“先锋派”（或“后新潮”）的主将。 
1989年以后苏童的风格有所变化，从形式退回到故事，尝试以老式方法叙述一些老式故事，《妻妾成群》则是典型代表作，獲得《小說月報》1991年第四屆百花獎。《妻妾成群》被著名电影导演张艺谋改编成电影《大红灯笼高高挂》，获奥斯卡金像奖提名。
2009年11月，他以《河岸》贏得曼氏亞洲文學獎，成為繼2007年姜戎的《狼圖騰》後，第二名中國作家獲此殊榮。
2011年，苏童入圍布克國際獎。
2014年，《黃雀記》獲第五屆紅樓夢獎決審團獎。
2015年，《黃雀記》獲第九屆茅盾文學獎。
蘇童曾任教於香港嶺南大學。

## 作品

### 短篇小说集
- 《世界两侧》1993江苏文艺出版社
- 《蝴蝶与棋》1996江苏文艺出版社
- 《末代爱情》1994江苏文艺出版社
- 《妇女生活》（又名《嫻的故事》）2003江苏文艺出版社
- 《向日葵》2004上海文艺出版社
- 《骑兵》2004上海文艺出版社
- 《神女峰》2004上海文艺出版社
- 《飞越我的枫杨树故乡》

### 中篇小说
- 《一九三四年的逃亡》1988年
- 《罂粟之家》1988年
- 《平静如水》1988年
- 《妻妾成群》1991年花城出版社
- 《红粉（英语：Petulia's Rouge Tin）》1991年
- 《婚姻即景》（已婚男人1990年、离婚指南1991年） 江苏文艺出版社
- 《刺青时代》1993年
- 《驯子记》1999年

### 长篇小说
- 《我的帝王生涯》1992花城出版社
- 《武则天》1994年江苏文艺出版社
- 《米（英语：Rice (novel)）》1996年江苏文艺出版社
- 《菩萨蛮》1997年上海文艺出版社
- 《蛇为什么会飞》2002年云南人民出版社
- 《城北地带》四部2004年今日中国出版社
- 《碧奴》2006年重庆出版社
- 《河岸》2009年人民文学出版社
- 《黃雀記》2013年作家出版社

### 散文集
- 《寻找灯绳》1995年江苏文艺出版社
- 《捕捉阳光》1996年上海文艺出版社
- 《河流的秘密》2009年作家出版社
- 《活者，不着急》2019年中信出版集团

### 文集
- 《苏童文集》８册，1993年江苏文艺出版社
- 《苏童作品系列》14册，2004年上海文艺出版社
- 《苏童短篇小说编年》5册，2008年人民文学出版社
- 《苏童作品系列》15册，2020年人民文学出版社
- 《苏童短篇小说编年》5册，2021年江苏凤凰文艺出版社

## 家庭
苏童的父亲是苏州市的公务员，在一个机关上班；母亲在水泥厂当工人 ，1990年去世。
1987年，苏童与中学同学魏红结婚 。1989年2月，苏童的女儿童天米出生。